# The Big Valley
The Big Valley is een Amerikaanse televisieserie die van 1965 tot 1969 op ABC werd uitgezonden. De serie werd geproduceerd door Arthur Gardner.

## Rolverdeling
| Acteur           | Personage        |
| ---------------- | ---------------- |
| Richard Long     | Jarrod Barkley   |
| Peter Breck      | Nick Barkley     |
| Lee Majors       | Heath Barkley    |
| Linda Evans      | Audra Barkley    |
| Barbara Stanwyck | Victoria Barkley |